# Wellington National Hockey Center
Le Wellington National Hockey Center est un stade de hockey sur gazon basé à Wellington.

## À propos
Le stade national de hockey (NHS) est le siège de Capital Hockey et de l'association de hockey de Wellington.
Le NHS accueille des compétitions primaires, secondaires, ouvertes, nationales et internationales tout au long de l'année.
Avec plus de 4 200 membres, les installations du NHS comprennent :
- Deux gazons à base d'eau, petite surface d'échauffement
- Pavillon avec café et bar licencié
- Vastes aires de stationnement pour vans/bus
- Quatre vestiaires, avec douches
- Tribune ouverte du côté sud de Turf One (NHS1)
- Jusqu'à 60 places assises, capacité totale 100

## Compétitions internationales
- 6 matchs de la Ligue professionnelle féminine de hockey sur gazon 2022-2023 (2 contre la  Chine, 2 contre les  États-Unis et 2 matchs  Chine -  États-Unis)